# Liste der Bodendenkmale in Sangerhausen
In der Liste der Bodendenkmale in Sangerhausen sind alle Bodendenkmale der Stadt Sangerhausen und ihrer Ortsteile aufgelistet. Grundlage ist die Veröffentlichung der Landesdenkmalliste mit Stand vom 25. Februar 2016.  Die Baudenkmale sind in der Liste der Kulturdenkmale in Sangerhausen aufgeführt.
| Denkmal-ID | Fundart                       | Ortsteil      | Bezeichnung                                            | Zeitstellung           | Lage                                                                                      | Bemerkungen | Bild                         |
| ---------- | ----------------------------- | ------------- | ------------------------------------------------------ | ---------------------- | ----------------------------------------------------------------------------------------- | --- | ---------------------------- |
| 428300434  | Wüstung                       | Horla         | Wüstung „Horlehayn“                                    | Mittelalter            | 1,6 km südwestlich von Horla ()                                                           | Die noch sichtbaren Strukturen sind ein halbkreisförmiger Wall (50–80 cm hoch) und Graben (50 cm tief) die im Süden von einem Feldweg geschnitten werden. In der Mitte liegen 2 größere Steine.                                                           |                              |
| 428300442  | Befestigung > Burg            | Morungen      | Spornburg „Altmorungen“                                | Mittelalter            | 0,3 km westlich von Morungen (Lage)                                                       | Wald- und Wanderwege teilweise nicht als solche erkennbar, zweiteilige Anlage mit Haupt- und Vorburg. Mauern teilweise noch erhalten. Schmale nicht gesicherte Wege um die Burg herum stellen eine erhöhte Unfallgefahr dar. Burganlage komplett begehbar |                              |
| 428300443  | Befestigung > Burg            | Morungen      | Spornburg / Burghügel                                  | Mittelalter            | 0,2 km westlich von Morungen, befestigte Felsklippe, 100 m östlich von Altmorungen (Lage) | Burghügel mit Graben und Wall, bewachsen, jedoch zugänglich. An zentraler Stelle auf dem Burghügel befindet sich ein Hochstand. Südlich vorgelagert befindet sich offensichtlich ein Steinbruch. Liegt nördlich am Wanderweg zur alten Morungsburg.       |                              |
| 428300444  | Befestigung > Burg            | Morungen      | Spornburg „Schloßberg“                                 | Mittelalter            | (Lage)                                                                                    | Besitzt in etwa eine Ausdehnung von 180 m (W-O) und 120 m (S-N), es handelt sich um eine Hauptburg mit Resten eines Burgfrieds und auch Außenmauern zur Hauptburg. Haupt- und Vorburg sind durch einen Graben getrennt.                                   |                              |
| 428300445  | Befestigung > Burg            | Morungen      | Spornburg 'Sachsenburg' (Burgwall auf dem Sachsenkopf) | Mittelalter            | 1,0 km nordöstlich von Morungen (Lage)                                                    | Motte/Burghügel mit teilweise zwei Wällen, etwa 30 m im Durchmesser, stark bewachsen. Wird als Sachsen- und auch Schwedenschanze bezeichnet. |                              |
| 428300446  |                               | Morungen      | Opfermoor „Rote Pfütze“                                | Bronzezeit             | 6,0 km westlich von Morungen ()                                                           | im Quellsumpf der Leine wurde 1723 zwei Bronzeschwerter gefunden; an angegebenen Koordinaten gibt es mehrere Sulstellen, ein Denkmal konnte nicht gesichtet werden. Aufgeforsteter Wald mit etwa 20–30 Jahre altem Bestand.                               |                              |
| 428311120  | Befestigung > Wall            | Morungen      | Steinbruch mit umlaufenden Ringwall                    | Mittelalter            | 400 m östlich der Sachsenburg, etwa 1,2 km nordöstlich von Morungen auf dem Mittelberg () | |                              |
| 428300448  | Befestigung > Burg            | Oberröblingen | Wasserburg „Schlößchen“                                | Mittelalter            | westlicher Ortsrand, Burghügel modern überbaut, Graben verschüttet (Lage)                 | Schmiedestraße / Im Rittergut hier befindet sich ein altes Rittergut mit Wassermühle direkt westlich im angrenzenden Park befindet sich ein Burghügel mit „Schlößchen“ (ehemaliger Kindergarten) und verfülltem, teilweise noch erahnbarem Graben.        |                              |
| 428300479  | Befestigung > Burg            | Paßbruch      | Spornburg „Neuhaus“                                    | Mittelalter            | 1,5 km nordöstlich von Wolfsberg (Lage)                                                   | durch Gutsbauten verändert |                              |
| 428300428  | Befestigung > Burg            | Pölsfeld      | Spornburg „Grillenburg“                                | Mittelalter            | östlich über dem Ort Grillenberg (Lage)                                                   | Ruinenreste, Zwingerbauten und Streichwehren in Ziegelbauweise |                              |
| 428300429  | Befestigung > Burg            | Pölsfeld      | Burgwall „Wolfsgrube“                                  | Ur- und Frühgeschichte | 0,4 km östlich von Grillenberg, etwa 300 m östlich der Grillenburg ()                     | Rechteckschanze | Wälle schlecht lokalisierbar |
| 428300431  | Wüstung                       | Pölsfeld      | Wüstung „Hohenrode“                                    | Mittelalter            | 1,3 km nordwestlich von Grillenberg, um eine Quellmulde mehrere Gehöfte (Lage)            | Mauerreste von 4 ergrabenen Gebäuden vorhanden |                              |
| 428300432  | Wüstung                       | Pölsfeld      | Wüstung „Brumbach“                                     | Mittelalter            | 2,5 km nordwestlich von Grillenberg (Lage)                                                | Nördlich des Baches offenes Hanggelände mit vereinzelten, terrassenartigen Abschnitten, welche ehemals Wüstungsstellen gewesen sein könnten. |                              |
| 428300470  | besonderer Stein              | Sangerhausen  | Menhir / Nagelstein                                    | Mittelalter            | nordwestlicher Stadtrand, Weg nach Lengefeld (Lage)                                       | Straße: Am Weinlager 22,24 – großer Menhir neben etwa 15 m hoher Tanne, Material: Quarzitischer Sandstein; Maße: Breite: 1,63 m; Höhe: 1,95 m; Dicke: 0,76 m.                                                                                             |                              |
| 428300898  | besonderer Stein              | Sangerhausen  | Menhir „Der bucklige Stein“                            | undatiert              | westlich der Stadt, an der L 151 (Lage)                                                   | Am 4. März 2021 neu in die Liste der Bodendenkmale aufgenommen. |                              |
| 428300469  | Befestigung > Wall            | Sangerhausen  | Landwehr                                               | Mittelalter            | westlich der Stadt, zwischen Sachsengraben und Weg zur Butterkuppe (Lage)                 | Abzweigend (nach Osten) aus dem Denkmal 428300476, „parallel“ zur heutigen Bahnstrecke, etwa 2 km lang. |                              |
| 428300465  | Befestigung > Burg            | Sangerhausen  | Flache Spornburg „Butterkuppe“                         | Mittelalter            | 2,5 km nordwestlich der Stadt (Lage)                                                      | Deutliche Anhöhe mit guter Rundumsicht. Zentral gelegener Messpunkt und älteres Betonfundament. Eher Burghügel oder Spornburg. |                              |
| 428300464  | Befestigung > Burg            | Sangerhausen  | Spornburg „Kleiner Schlößchenkopf“, Burghügel          | Mittelalter            | 2,0 km nordwestlich der Stadt (Lage)                                                      | Burghügel, mit deutlicher Ausprägung, umgrenzt mit Graben, insgesamt schlecht auffindbar. Im Burghügel gibt es tiefe Eingrabungen. |                              |
| 428300466  | Befestigung > Burg Sangerhaus | Sangerhausen  | Spornburg „Bäumelburg“                                 | Mittelalter            | 3,0 km nördlich der Stadt (am Rande des 2013 angelegten Friedwaldes) (Lage)               | Im Wald befindet sich ein natürlicher Höhenzug, im Osten der Anhöhe gibt es einen leicht gekrümmten (Abschnitts-)Wall mit Graben (evtl. auch zwei?). Auf der Burgstelle selbst mögliche Reste einer Bebauung.                                             |                              |
| 428300468  | Grabmal > Grabhügel           | Sangerhausen  | Grabhügel und Siedlung „Taubenberg“                    | Neolithikum            | 1,2 km nordöstlich der Stadt (Lage)                                                       | Im Randbereich des Waldes befindet sich ein „alt“ gekesselter Grabhügel. In der Nähe des Kessels gibt es ein Messpunkt. |                              |
| 428300467  | Wüstung                       | Sangerhausen  | Wüstung „Helmstal“                                     | Mittelalter            | 1,5 km nördlich der Stadt, Kirchenruine ()                                                | Gelände gehört zu einem Bauernhof |                              |
| 428300457  | Wüstung                       | Riestedt      | Wüstung Hesserode                                      | Mittelalter            | 1,5 km südöstlich von Riestedt ()                                                         | Leichte Geländeanhöhe könnte auf die Lage hindeuten. |                              |
| 428300456  | Befestigung > Burg            | Riestedt      | Flache Spornburg, Oberhof                              | Mittelalter            | im Ort um die Kirche, überbaut (Lage)                                                     | Areal der Wigberti-Kirche, Gelände verschlossen, überbaut und überprägt |                              |
| 428300455  | Befestigung > Burg            | Riestedt      | Wasserburg, Niederhof                                  | Mittelalter            | in Riestedt, durch Gutsbauten verändert ()                                                | komplett überbaut und überprägt |                              |
| 428300632  | Befestigung > Burg            | Wippra        | Spornburg „Altenburg“                                  | undatiert              | 1,5 km westlich vom Ort (Lage)                                                            | |                              |
| 428300631  | Befestigung > Burg            | Wippra        | Spornburg „Kanzel“                                     | undatiert              | 1,0 km westlich vom Ort (Lage)                                                            | Wanderweg am ehemaligen Lertts in westliche Richtung nehmen. |                              |
| 428300630  | Befestigung > Burg            | Wippra        | Spornburg „Altes Schloss“                              | Mittelalter            | nördlich oberhalb des Ortes (Lage)                                                        | Auf den Burgberg lassen sich noch Fundamentreste des ehemaligen Schlosses feststellen. |                              |
| 428300633  | Befestigung > Burg            | Wippra        | Wallanlage „Neues Schloss“                             | undatiert              | 1,0 km vom Ort, an der Klausstr. (Harzhochstr. / B242) (Lage)                             | rechteckige Wallanlage, nicht fertig gewordene Festung des 16. Jh. |                              |
| 428300478  | Befestigung > Burg            | Wolfsberg     | Spornburg „Schloßberg“                                 | Mittelalter            | östlich über Wolfsberg (Lage)                                                             | Die Anlage ist durch einen Festplatz überbaut, Reste der Burg sind nur noch zu erahnen (zwei Gräben östlich, Fundamentreste südwestlich des Festplatzes).                                                                                                 |                              |